# Архиерейский собор Русской православной церкви (1989)
Архиерейский собор Русской православной церкви 1989 года — юбилейный Архиерейский собор, проходивший 9—11 октября 1989 года в Московском Даниловом монастыре. Был созван в связи с празднованием 400-летия учреждения патриаршества на Руси. В работе Собора приняли участие 73 архиерея. Председательствовал патриарх Московский и всея Руси Пимен. На Соборе были сформулированы основные задачи Русской православной церкви в новых условиях развивающейся церковной жизни.
Решения собора РПЦ:
- возрождение храмов, катехизаторская, духовно-просветительская и социально-благотворительная работа;
- реорганизация системы духовного образования;
- возрождение печатных органов, в том числе «Епархиальных ведомостей»;
- необходимость юридического признания Церкви как единой религиозной организации и уравнение её в правах с другими общественными организациями;
- предоставление равных прав для религиозного и атеистического обучения, воспитания и пропаганды;
- свободное издание и распространение религиозной литературы;
- доступ Церкви к средствам массовой информации;
- уравнение духовенства и церковных работников со всеми советскими гражданами по налогообложению.

Отдельно были рассмотрены вопросы церковной жизни, связанные с возрождением раскольничьей Украинской автокефальной православной церкви (УАПЦ); обсуждался также вопрос об участии священнослужителей в деятельности выборных государственных органов власти.
Архиерейский собор постановил образовать Белорусский экзархат Московского патриархата, в состав которого, кроме Минской епархии, вошли воссозданные Брестская, Могилёвская и Полоцкая епархии.
В честь юбилея русского патриаршества на Соборе было совершено прославление первого патриарха Московского и всей Руси святителя Иова и первого предстоятеля Русской церкви после восстановления патриаршества в Российской церкви — святителя Тихона.
Определения Архиерейского собора были утверждены Поместным собором РПЦ в 1990 году.